# Arabis cypria
Arabis cypria är en korsblommig växtart som beskrevs av Jens Holmboe. Arabis cypria ingår i släktet travar, och familjen korsblommiga växter. Inga underarter finns listade i Catalogue of Life.